# Hincksella formosa
Hincksella formosa is een hydroïdpoliep uit de familie Syntheciidae. De poliep komt uit het geslacht Hincksella. Hincksella formosa werd in 1881 voor het eerst wetenschappelijk beschreven door Fewkes. 